# فلیسیا بالانژه
فلیسیا بالانژه (به فرانسوی: Félicia Ballanger) ورزشکار زن رشتهٔ دوچرخه‌سواری اهل کشور فرانسه است. وی در بین سال‌های ‎۱۹۹۶ تا ۲۰۰۰ میلادی در مسابقات بازی‌های المپیک تابستانی در مجموع ۳ مدال طلا را کسب کرد.